# Église Sainte-Marie au paradis
L’église Sainte-Marie au paradis (en italien : Chiesa di Santa Maria al Paradiso) est une église située au no 14, Corso di Porta Vigentina,  dans le centre historique de Milan.

## Histoire
L'église Sainte-Marie au paradis a été commencée en 1590 pour le tiers-ordre de Saint-François, d'après les dessins de Martino Bassi. La façade, cependant, a été seulement ajoutée en 1897 dans un style néo- Baroque par l'architecte Ernesto Pirovano (1866-1934).

## Description
L'intérieur de l'église conserve une partie de sa décoration originale, y compris les médaillons et les stucs représentant des scènes de la vie de Marie : Assomption dans la nef centrale par Ferdinando Porta. 
Dans la première chapelle sur la droite, il y a un Miracle des anges avec St. Isidore et Bonaventure. 
Dans la quatrième chapelle, la Sainte-Anne est attribuée à Francesco Fabbrica. Sur le côté gauche, une chapelle  conserve la peinture de Saint-Charles Borromée rencontrant les malades de la peste d'Andrea Porta. 
L'orgue a été construit en 1827 par Antonio Brunelli.